# Кровавый рассвет
«Кровавый рассвет» — советский фильм 1956 года режиссёра Алексея Швачко по повести Михаила Коцюбинского «Фата Моргана».

## Сюжет
По повести Михаила Коцюбинского «Фата Моргана».
Революционный 1905 год. Рабочий-революционер Марко Гуща возвращается в родное село. Радостно встречают его старые друзья и его девушка Гафийка — дочь бедняков Андрея и Маланки. Марко возглавляет борьбу односельчан против помещиков. Агитационную работу ведёт Гафийка. Под руководством Марко борьба крестьян усиливается, помещики бегут из своих имений, но царское правительство подавляет восстание, вернувшиеся помещики и кулаки бесчеловечно расправляются с зачинщиками восстания.

## В ролях
- Марьян Крушельницкий — Андрей Волык
- Лилия Гриценко — Маланка
- Ада Роговцева — Гафийка
- Юлиан Панич — Марко Гуща
- Валентин Черняк — Прокоп Кандзюба
- Николай Пишванов — Хома Гудзь
- Фёдор Радчук — Панас Кандзюба
- Виктор Цымбалист — Сёмен Ворон
- Пётр Михневич — Семен Мажуга
- Александр Вертинский — пан Савченко
- Виктор Добровольский — Лукьян Подпара
- Василий Яременко — староста
- Владимир Васильев — эпизод
- Валерия Драга -пани
- Домиан Козачковский — полицмейстер
- Григорий Тесля — полицейский
- Дмитрий Капка — мужик
- Пётр Масоха — мужик
- Варвара Чайка — баба

## Критика
Как экранизация повести фильм положительно оценивался в критической литературе:

Авторы фильма сохранили основную гуманистическую идею произведения, его сюжетные мотивы, передали своеобразие характеров ряда основных героев.